# قلعة تشة (تكاب)
قلعة تشة (بالفارسية: قلعه چه) هي قرية تقع في إيران في Takab Rural District. يقدر عدد سكانها بـ 81 نسمة بحسب إحصاء 2016.